# Estadio Ilha do Retiro
El Estadio Adelmar da Costa Carvalho, más conocido como Estadio Ilha do Retiro o como a casa do futebol pernambucano, es un estadio de fútbol ubicado en la ciudad de Recife, capital del estado de Pernambuco en Brasil. Sede de la Copa Mundial de Fútbol de 1950 celebrada en Brasil.
Fue inaugurado el 4 de julio de 1937 constituyéndose en el estadio más antiguo de la ciudad de Recife, el nombre original de "Ilha do Retiro" se debe a que el estadio se encuentra emplazado en el barrio del mismo nombre, luego cambió al de "Adelmar da Costa Carvalho", en honor al presidente del Sport Club do Recife, quien ayudó a la primera remodelación de este recinto.

## Eventos más importantes

### Copa Mundial de Fútbol de 1950
- Solo se jugó en este estadio el partido entre Chile y Estados Unidos correspondiente a la primera ronda de la Copa Mundial de Fútbol de 1950.
| Fecha              | Selección #1 | Resultado | Selección #2   | Ronda                 | Espectadores |
| ------------------ | ------------ | --------- | -------------- | --------------------- | ------------ |
| 2 de julio de 1950 | Chile        | 5 - 2     | Estados Unidos | Primera fase, Grupo 3 | 9500         |